# Олиас, Хайме
Ха́йме Оли́ас де Лима (исп. Jaime Olías de Lima; род. 22 декабря 1989) — испанский актёр, известный по роли Дамиана в сериале «Ангел или демон» 2011 года.
Также известен по сериалу «Толедо», который по окончании первого сезона был закрыт. В «Толедо» Хайме исполнил одну из главных ролей — Фернандо (младший сын короля Альфонсо и в будущем наследник престола).

## Биография
В начале 2012 года состоялась премьера его первого фильма «Призрачный выпускной», в котором он снялся вместе с Аурой Гарридо, партнёршей по сериалу «Ангел или демон», и Раулем Аревало. В 2014 году вышел фильм Open Windows (Открытые окна), в котором Хайме играет вместе с Сашей Грей и  Элайджей Вудом. В сентябре 2018 года состоялась премьера сериала «Континенталь», в котором Хайме Олиас сыграл в 10 главе эпизодическую роль полицейского.

## Фильмография
| Год  |   | Русское название     | Оригинальное название | Роль     |
| ---- | - | -------------------- | --------------------- | -------- |
| 2012 | ф | Призрачный выпускной | Promoción fantasma    | Хорхе    |
| 2012 | ф | Толедо               | Toledo                | Фернандо |
| 2011 | ф | Ангел или демон      | Angel o demonio       | Дамиан   |